# Fuchsia campos-portoi
Fuchsia campos-portoi là một loài thực vật có hoa trong họ Anh thảo chiều. Loài này được Pilg. & G.K.Schulze mô tả khoa học đầu tiên năm 1935.